# Супино
Супино (итал. Supino) је насеље у Италији у округу Фрозиноне, региону Лацио.
Према процени из 2011. у насељу је живело 4482 становника. Насеље се налази на надморској висини од 218 м.

## Становништво
Према резултатима пописа становништва 2011. у општини је живело 4.893 становника.
| 1931. | 1936. | 1951. | 1961. | 1971. | 1981. | 1991. | 2001. | 2011. |
| ----- | ----- | ----- | ----- | ----- | ----- | ----- | ----- | ----- |
| 5.155 | 5.275 | 5.423 | 4.448 | 3.972 | 4.534 | 4.749 | 4.783 | 4.893 |

## Партнерски градови
- Cirò Marina, Шашд